# Epidemia de viruela de Yugoslavia en 1972
La Epidemia de viruela de Yugoslavia en 1972 fue el último brote de viruela en Europa, específicamente en Yugoslavia, cuyos puntos neurálgicos fueron Kosovo y, la capital de Yugoslavia Belgrado, ubicada específicamente en Serbia.
Un peregrino musulmán contrajo el virus en el Medio Oriente, al regresar a su residencia en Kosovo, comenzó la epidemia en la cual 175 personas resultaron infectadas, muriendo 35 de ellas. La epidemia fue exitosamente controlada por una cuarentena obligatoria y una vacunación masiva.
La película de 1982 Varlola Vera, de Goran Markovic se basó en este evento.

## Antecedentes
En 1972, la enfermedad se consideraba erradicada en Europa. En Yugoslavia, durante los últimos cincuenta años, se había seguido un programa de vacunación general, además, el último caso del que se tenía registro databa de 1930; lo anterior, causó una reacción tardía del personal médico, quienes no reconocieron oportunamente de qué se trataba.
En octubre de 1970, una familia afgana fue a una peregrinación desde su país, de donde la viruela era endémica, hacia Mashhad, en Irán, gatillando una epidemia de viruela que duraría hasta septiembre de 1972. A fines del 1971, peregrinos contagiados esparcieron el virus desde Irán hasta Siria e Irak.

## Brote

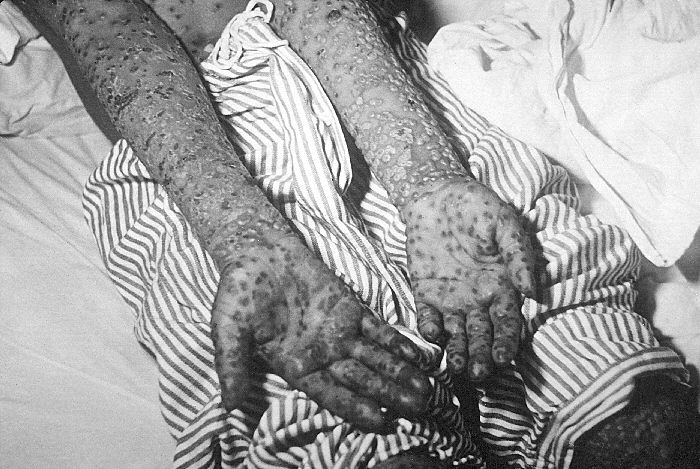
Paciente con Viruela, Kosovo, marzo/abril 1972

A inicios de 1972, un albano-kosovar llamado Ibrahim Hoti, clérigo musulmán de Damjan (cerca de Đakovica), emprendió el Hach. Visitó lugares sabrados en Irak, en donde se sabía de casos de viruela, regresando a su residencia el 15 de febrero. La mañana siguiente despertó adolorido y cansado, atribuyendo los síntomas al largo viaje en bus. Hoti se daría cuenta de que estaba infectado, pero, luego de sentir fiebre por un par de días y tener sarpullido, se recuperó, probablemente porque se había inoculado dos meses antes[cita requerida].
El 3 de marzo, Latif Mumžić, un profesor de treinta años edad, quien justo había llegado a Đakovica a estudiar, cayó enfermo. No había tenido contacto directo con Hoti, por lo que pudo haberse contagiado al visitar amigos o familiares del clérigo, o simplemente por cruzarse con Hoti en la vía pública. Cuando Mumdžić visitó un recinto médico local, dos días después, los doctores trataron la fiebre con penicilina, lo cual no sería efectivo, ya que la viruela es un virus. Su condición no mejoró, y luego de un par de días, su hermano lo llevó al hospital en Čačak, a 150 km al norte de Serbia; los doctores no pudieron ayudarlo, por lo que fue trasladado al hospital centrla el Belgrado. El 9 de marzo Mumdžić fue mostrado a estudiantes de medicina y al personal médico como un caso de reacción adversa a la penicilina, lo que era una explicación razonable a su condición. Al día siguiente, Mumdžić sufrió varias hemorragias internas, lo que le causó la muerte aquella nocha, a pesar de los esfuerzos médicos por salvarlo; la causa de muerte fue la mencionada reacción adversa a la penicilina; de hecho, él había contraído viruela hemorrágica, una variante altamente contagiosa de la enfermedad. Antes de su muerte, Mumdžić infectó directamente a 38 personas, incluyendo nueve doctores y enfermeras, ocho de los cuales fallecieron. Pocos días después de su muerte, surgieron 140 casos de viruela por todo Kosovo.[cita requerida]

## Reacción
La reacción del gobierno fue rápida, el 10 de marzo se declaró la ley marcial; se adoptaron medidas, tales como cordones sanitarios en villas y vecindarios, bloqueo de rutas, prohibición de reuniones públicas, cierre de fronteras, y prohibición de todo viaje no esencial. Hoteles fueron utilizados como residencias sanitarias, alojando a diez mil personas que tuvieron contacto con el virus, bajo resguardo del ejército.
El 20 de marzo hermano de Mumdžić desarrolló un sarpullido a causa de la viruela, lo que hizo caer en cuenta a las autoridades médicas que Mumdžić había muerto a causa de la viruela. Las autoridades llevaron a cabo una vacunación masiva de la población, con ayuda de la OMS, casi la totalidad de los habitantes de Yugoslavia, de 18 millones, fueron vacunadas. Expertos mundiales en viruela, fueron a la nación socialista a ayudar, tales como Donald Henderson y Don Francis.
A mediados de mayo, el brote estaba contenido, y el país volvió a la normalidad. Durante la epidemia, 175 personas resultaron infectadas, falleciendo 35 de ellas.

## Legado
El gobierno yugoslavo recibió reconocimiento internacional por la contención exitosa de la epidemia, siendo uno de los hitos de Donald Henderson y la OMS, así como también un paso fundamental en el control de la viruela.
En 1982, el director serbio Goran Marković hizo el filme Varlola Vera, acerca de un hospital en cuarentena durante la epidemia. El 2002, la BBC emitió una serie de televisión llamada Smallpox 2002: Silent Weapon, parcialmente inspirada en los hechos ocurridos en Yugoslavia.

## Cronología
- 15 de febrero de 1972: Ibrahim Hoti, un clérigo, vuelve del Hach infectado del virus.
- 16 de febrero: Hoti tuvo los primeros síntomas.
- 21 de febrero: Latif Mumdžić, un profesor de treinta años de edad, llega a Đakovica a continuar sus estudios.
- 3 de marzo: Mumdžić cae enfermo, infectado con una variante de viruela altamente contagiosa.
- 3 al 9 de marzo: Mumdžić es diagnosticado erróneamente y sucesivamente trasladado a los hospitales de Čačak y Belgrado, periodo en el cual, 38 personas resultaron contagiadas.
- 10 de marzo: Mumdžić tiene múltiples hemorragias internas y muere.
- 16 de marzo: Se declara la ley marcial.
- 22 de mrazo: Doctores diagnostican correctamente a Mumdžić y el gobierno comienza a tomar medidas para el control de la epidemia.
- Comienzos de abril: Comienza la vacunación masiva.
- Finales de mayo: Fin de la epidemia.